# Campinisca
Campinisca is een geslacht van wantsen uit de familie van de Miridae (blindwantsen). Het geslacht werd voor het eerst wetenschappelijk beschreven door José Cândido de Melo Carvalho en Costa in 1994.

## Soorten
Het genus is monotypisch en bevat alleen de volgende soort:

- Campinisca goiana Carvalho & Costa, 1994